# Teunismolen
Teunismolen est un moulin à vent situé dans la localité de De Heurne, à Aalten, dans la province de Gueldre aux Pays-Bas.